# Stenopleustes subglaber
Stenopleustes subglaber är en kräftdjursart. Stenopleustes subglaber ingår i släktet Stenopleustes och familjen Pleustidae. Inga underarter finns listade i Catalogue of Life.